# El Limoncito, Guerrero
El Limoncito är en ort i Mexiko.   Den ligger i kommunen Cuautepec och delstaten Guerrero, i den södra delen av landet, 300 km söder om huvudstaden Mexico City. El Limoncito ligger 210 meter över havet och antalet invånare är 162.
Terrängen runt El Limoncito är lite kuperad. Runt El Limoncito är det glesbefolkat, med 19 invånare per kvadratkilometer. Närmaste större samhälle är Cruz Grande, 16,5 km väster om El Limoncito. I omgivningarna runt El Limoncito växer huvudsakligen savannskog.